# امیلیو چکی
امیلیو چکی (ایتالیایی: Emilio Cecchi؛ ۱۴ ژوئیه ۱۸۸۴ – ۵ سپتامبر ۱۹۶۶) نویسنده، تهیه‌کننده فیلم، کارگردان فیلم اهل ایتالیا بود.
از فیلم‌هایی که وی در آن‌ها نقش داشته‌است، می‌توان به فولاد، ۱۸۶۰، هارلم و بله، مادام اشاره نمود.